# Капуцинский мост
Капуцинский мост или Каменный (словен. Kapucinski most ali Kamniti, исторически также известный как мост Франца-Иосифа) — средневековый каменный мост, перекинутый через реку Сельшка Сора на северной стороне Старого города Шкофья-Лока в направлении Стара Лока. По краям моста расположена пара металлических консольных балок, на которых закреплены декоративные кованые перила, а на середине пролета стоит статуя святого Яна Непомуцкого на постаменте с гербом города.
Мост был построен в середине XIV века и является одним из старейших сохранившихся примеров такого типа строительства в Центральной Европе и самым старым сохранившимся мостом в Словении. Металлические детали и статуя были добавлены при расширении в конце XIX века.

## История

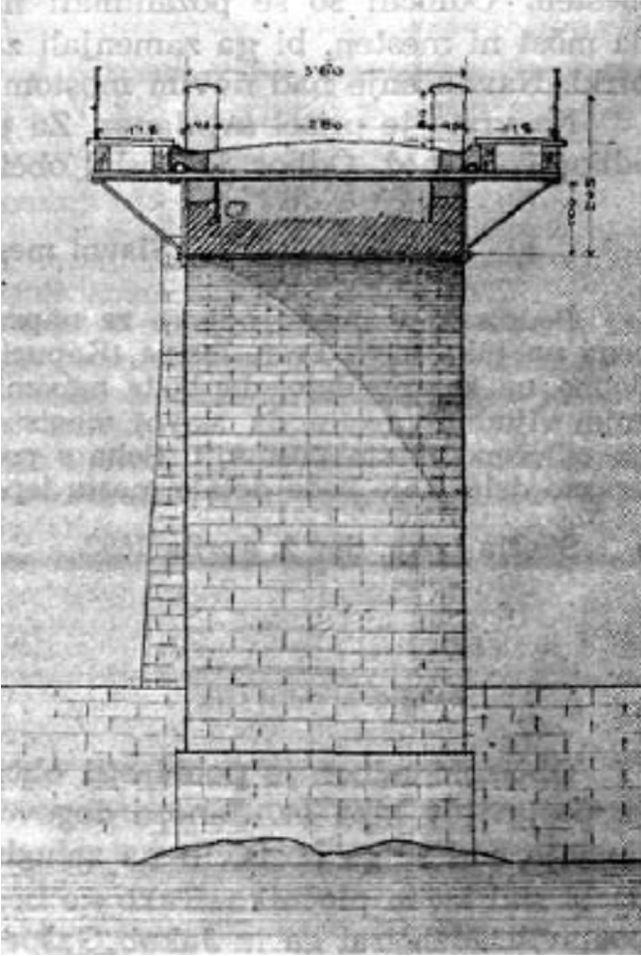
План инженера Антона Жужека по расширению моста (поперечное сечение), 1887 год

В средние века эта территория была феодальным владением епископов Фрайзинга, и в то время в городе не было переправы через реку. Мост был построен тогдашним епископом Фрайзинга Леопольдом. По преданию, вызвал большое недовольство крепостных крестьян, которые должны были его строить, а затем платить пошлину за проезд по мосту. Она была частью оборонительной системы города у северных ворот в стенах, рядом с ней находилась оборонительная башня. В один из последующих приездов епископ пересекал мост, но во время бури его лошадь зазевалась и упала в бурлящую реку вместе со своим наездником, где епископ утонул. Изображён в своем первоначальном виде, в частности, на картинах Вальвазора XVII века[уточнить].
После строительства железнодорожной станции в Трате во второй половине XIX века движение по мосту резко возросло, поскольку он был единственной надежной переправой через реку. Муниципалитет объявил тендер, и задачу по расширению моста получил землевладелец и строительный предприниматель Антон Лончарич, а планы разработал инженер Антон Жужек. Несмотря на финансовые трудности и сложности в подготовительных работах, расширение было завершено в 1888 году и обошлось в 3300 золотых[уточнить]. В то время мост был назван в честь австрийского императора Франца Иосифа, а позже, в 1892 году, на добровольные пожертвования местных жителей была установлена статуя. В 1901 году деревянные пешеходные дорожки были забетонированы.
Мост не пострадал во время Первой и Второй мировой войны, поэтому он сохранил свой старый дизайн. В 1974 году был добавлен железобетонный настил, а тротуары были перестроены.